# شوجو توكيهيسا
شوجو توكيهيسا (باليابانية: 時久 省吾) (15 أبريل 1984 في فوكوكا في اليابان – )؛ هو لاعب كرة قدم ياباني سابق كان يلعب كحارس مرمى.

## وصلات خارجية
- شوجو توكيهيسا على موقع رابطة كرة القدم اليابانية للمحترفين (اليابانية)
- شوجو توكيهيسا على موقع قاعدة بيانات كرة القدم.إي يو (الإنجليزية)
- شوجو توكيهيسا على موقع Soccerway.com (الإنجليزية)
- شوجو توكيهيسا على موقع عالم كرة القدم.نت (الإنجليزية)